# Список рекордів висоти польоту
У наведеному нижче списку перелічено всі рекорди висоти польоту, включаючи: повітряні кулі, літаки, ракети та інші пілотовані та безпілотні літальні апарати.

## Загальні рекорди
| Дата        | Висота польоту   | Апарат                                         | Пілот                                            | Примітки                                                                                                 |
| ----------- | ---------------- | ---------------------------------------------- | ------------------------------------------------ | --- |
| 15.06.1783  | 2000 м           | Тепловий Монгольф'єр                           | Безпілотний (Брати Монгольф'є)                   | Перший офіційний запуск повітряної кулі                                                                  |
| 01.12.1783  | 2700 м           | Водневий Монгольф'єр                           | Жак Шарль, Марі-Ноель Робер                      | Перший офіційний запуск пілотованої повітряної кулі                                                      |
| 1784        | 4000 м           | Тепловий Монгольф'єр                           | Жан-Франсуа Пілатр де Роз'є, Джозеф Пруст        | |
| 18.07.1803  | 7280 м           | Повітряна куля                                 | Ет'єн Гаспар Робертсон                           | |
| 1839        | 7900 м           | Вільна куля                                    | Чарльз Грін, Спенсер Раш                         | |
| 05.09.1862  | 11887 м          | Газова куля (світильний газ)                   | Генрі Коксвел, Джеймс Глейшер                    | Джеймс Глейшер знепритомнів при підйомі через зниження атмосферного тиску і зниження температури повітря |
| 1893        | 15240 м          | Повітряна куля                                 | Безпілотний (Жюль Рішар)                         | |
| 27.05.1931  | 15787 м          | Газовий стратостат (водень)                    | Огюст Пікар, Пауль Кіпфер                        | |
| 04.11.1932  | 16200 м          | Газовий стратостат (водень)                    | Огюст Пікар, Макс Козінс                         | |
| 30.09.1933  | 18501 м          | Газовий стратостат «СРСР-1»                    | К. Д. Годунов, Е. К. Бірнбаум, Г. А. Прокоф'єв   | |
| 20.11.1933  | 18592 м          | Газовий стратостат «Century of Progress»       | Томас Сетл, Честер Фордні                        | |
| 30.01.1934  | 21946 м          | Газовий стратостат «Осоавиахим-1»              | П. Ф. Федосеєнко, А. Б. Васенко та І. Д. Усискін | Закінчився катастрофою                                                                                   |
| 10.11.1935  | 22066 м          | Газовий стратостат «Explorer II»               | О. Андерсон, А. Стівенс                          | |
| 20.06.1944  | 174600 м         | Ракета «Фау-2»                                 | Безпілотний (Вернер фон Браун)                   | Перший суборбітальний політ                                                                              |
| Червень1944 | 189000 м         | Ракета «Фау-2»                                 | Безпілотний (Вернер фон Браун)                   | |
| 24.02.1949  | 393000 м         | Ракета «RTV-G-4 Bumper-5»                      | Безпілотний                                      | |
| 20.01.1955  | 500000 м         | Ракета «Р-5М Перемога»                         | Безпілотний                                      | |
| 20.09.1957  | 520000 м         | Ракета «PGM-17 Thor DM-18»                     | Безпілотний                                      | |
| 04.10.1957  | 947000 м         | Ракета-носій «Супутник» та апарат «Супутник-1» | Безпілотний                                      | Перший апарат, що вийшов на навколоземну орбіту                                                          |
| 20.10.1957  | 5000000 м        | Ракета «Farside»                               | Безпілотний                                      | |
| 11.10.1958  | 113854000 м      | Апарат «Піонер-1»                              | Безпілотний                                      | |
| 02.01.1959  | 196721199971 м   | Апарат «Луна-1»                                | Безпілотний                                      | Перший апарат, що долетів до Місяця                                                                      |
| 28.11.1964  | 233571130000 м   | Апарат «Марінер-4»                             | Безпілотний                                      | Перший апарат, що долетів до Марса                                                                       |
| 03.03.1972  | 17437127808800 м | Апарат «Піонер-10»                             | Безпілотний                                      | Перший апарат, що вийшов за межі Сонячної системи                                                        |
| 05.09.1977  | 20628050390800 м | Апарат «Вояджер-1»                             | Безпілотний                                      | |